# Boca (The Sopranos)
Boca is de negende aflevering van de HBO-serie The Sopranos. De aflevering werd geschreven door Jason Cahill, Robin Green en Mitchell Burgess. De regie was in handen van Andy Wolk. 

## Gastrollen
- Candace Bailey als Deena Hauser
- Joe Badalucco, Jr. als Jimmy Altieri
- Tony Darrow als Larry Boy Barese
- Michelle DeCesare als Hunter Scangarelo
- John Heard als Detective Vin Makazian
- Cara Jedell als Ally Vandermeed
- Kevin O'Rourke als Coach Don Hauser
- Robyn Peterson als Roberta "Bobbi" Sanfillipo
- Richard Portnow als Attorney Harold Melvoin
- Al Sapienza als Mikey Palmice
- Jackie Tohn als Heather Dante

## Samenvatting
Meadows voetbaltrainer Don Hauser is populair geworden onder de voetbalvaders Tony Soprano, Artie Bucco en Silvio Dante omwille van de successen die hij heeft geboekt met het damesteam. De drie vaders nodigen Hauser uit om een overwinning te vieren in de Bada Bing alwaar hem een aantal dames aangeboden, welke hij af slaat. Echter lezen de voetbalvaders in de krant dat Hauser naar een andere staat vertrekt om op een universiteit coach te worden. De maffiavaders beginnen hierop een intimidatietour tegenover Hauser. Zo dringt Paulie Walnuts hem een 50-inchtelevisie op en brengt Christopher Moltisanti de zogenaamd “vermiste hond” van Hauser terug, welke Christopher waarschijnlijk eerder uit zijn huis heeft gestolen.
Ook is er wat onrust onder de voetbalsters. Hierop komt uit dat coach Hauser een seksuele relatie onderhoudt met speelster Ally Vandermeed, wie een goede vriendin is van Meadow. Nadat het Ally duidelijk wordt dat Hauser gaat verhuizen, probeert ze suïcide te plegen in een parkje. Als Carmela en Tony achter de suïcidepoging komen, vertelt Meadow ze na aandringen dat Hauser een pedoseksuele relatie onderhield met Ally. 
Ondertussen bezoekt Junior Soprano samen met zijn vriendin Bobbi Boca Raton om “eens een leuk weekendje te hebben”. Hier horen we dat Bobbi Juniors kwaliteiten in cunnilingus erg hoog heeft zitten. Junior heeft echter geen zin om nogmaals cunnilingus te plegen bij Bobbi omdat hij anders zijn “mannelijke waardigheid” zou verliezen tegenover de rest van de DiMeo clan. Het wordt de kijker uiteindelijk duidelijk dat hij tóch in Bobbi’s wensen heeft voorzien, echter op voorwaarde dat Bobbi dit nooit mag vertellen aan haar vriendinnen. Bobbi praat haar mond echter voorbij in een schoonheidssalon, waardoor via via het bericht van de seksuele escapades en talenten van de 70-jarige Junior bij Carmela Soprano belanden. Zij vertelt het weer aan haar man Tony. Als Tony tijdens een golfspel met Junior impliciet aan Juniors cunnilingusavontuur refereert ("Did someone eat sushi?"), laat Junior Tony doorschemeren dat hij weet dat Tony in therapie is bij Dr. Melfi. ’s Avonds stormt Junior kwaad Bobbi’s kantoor binnen. Bobbi smeekt daarop Junior om haar niet te slaan. In plaats daarvan drukt Junior sierlijk een citroentaart in haar gezicht en wrijft deze nog even subtiel verder. Hun relatie is hiermee geëindigd. 
Als Tony hoort over coach Hausers pedoseksuele handelingen wil hij hem aanvankelijk laten vermoorden. Na een bezoek aan Dr. Melfo wie hem vraagt waarom hij zélf het recht wil laten zegevieren en niet het onderzoek naar Hauser aan justitie wil overlaten en een smeekbede van Artie Bucco, zet Tony de liquidatie van coach Hauser stop. Tony komt ’s avonds thuis na een sessie pillen en drank. Via de televisie vernemen we dat Hauser later wordt gearresteerd. Hij “heeft niemand iets gedaan”.

## Titelverklaring
- Boca Raton is de vakantiebestemming van Junior Soprano welke hij deze aflevering bezoekt.
- Bocca is het Italiaanse woord voor mond. Roddel en achterklap is een belangrijk thema in deze aflevering, vooral betreffende Juniors talent voor cunnilingus.